# 킹기훈
킹기훈(본명: 김기훈(金基勳), 영어: Kim Gi Hun, 1993년 3월 1일 ~ )은 대한민국의 BJ, 유튜버이다. '버억'이라는 유행어를 만들어낸 인물로 유명하다. 2015년 4월부터 활동하기 시작했으며 '최악의세대'라는 크루로 인기를 끌기 시작했다. 본관은 경주(慶州)이다.

## 생애
김기훈은 1남 2녀중 장남으로 예정 출산일 보다 1~2달 더 일찍 태어나 1~2달을 인큐베이터에서 보냈다. 백합어린이집을 다녔고 부친이 퍽치기를 당하여 머리를 다치면서 뇌 수술을 받았다. 이 때부터 김기훈의 가정은 많이 어려워졌고 중학생 때 누나를 통하여 자신을 길러준 모친이 생모가 아닌 계모라는 것을 알게되었다. 집에 압류딱지가 붙은 적이 있었고 기초생활수급자여서 나라의 지원을 받으며 살았었다. 김기훈은 평소 만화책을 많이 읽었었고 주인공처럼 살고 싶었다고 한다. 김기훈은 초등학교 6학년 때 키가 167cm였을 정도로 남들보다 발육이 빨랐고 그 결과 일진이 되었다. 2006년 진실게임 304화에 카미스라훈으로 출연했다. 불량 선배들의 횡포에 반항하여 친구들과 학교폭력을 저지른 적이 있다. 경북기계공업고등학교 디지털전자과를 졸업하고 전자기기 기능사를 취득했다. 그의 친구인 박성민의 부친의 성인 오락실에서 일을 했었고 또 명함 뿌리기, 돈 받아오기의 일수 일까지 했었다. 2013년 5월 30일 대구광역시 남부경찰서 의무경찰로 복무했었고 2015년 2월 28일 전역했다. 전역 이후 2015년 4월 '최악의세대'라는 팀에서 빡성민, 문찬2와 함께 방송을 했고 큰 인기를 얻기 시작했다.

## 수상
| 이름                                        | 주최자                         | 주최일     | 비고  |
| ------------------------------------------- | ------------------------------ | ---------- | ----- |
| 2016 아프리카TV BJ대상 (대표BJ 50인)        | 아프리카TV                     | 2016.12.15 | [ 2 ] |
| 2017 아프리카TV BJ대상 (모바일 방송 부문)   | 아프리카TV                     | 2017.12.29 | [ 3 ] |
| 2018 아프리카TV BJ대상 (야외토크 방송 부문) | 아프리카TV                     | 2018.12.28 | [ 4 ] |
| 청인의날 홍보대사 공로상                    | 청년과미래, 한국인터넷신문협회 | 2019.09.21 | [ 5 ] |
| 2019 아프리카TV BJ대상 (토크BJ 남자 부문)   | 아프리카TV                     | 2019.12.27 | [ 6 ] |
| 부산지방경찰청 감사장                       | 부산지방경찰청                 | 2020.06.29 | [ 7 ] |

## TV 출연
| 프로그램      | 방송사 | 방영일     | 비고   |
| ------------- | ------ | ---------- | ------ |
| 진실게임      | SBS    | 2006.01.17 | [ 8 ]  |
| 새만금 표류기 | KBS    | 2019.02.11 | [ 9 ]  |
| 새만금 표류기 | KBS    | 2020.03.17 | [ 10 ] |

## 팬미팅
- 2019년 5월 25일 4XR 팬싸인회[11]
- 2019년 9월 21일 청년의 날 싸인회[12]
- 2019년 11월 2일 구독자 100만명 기념 팬미팅[13]
- 2019년 12월 27일 2019 아프리카TV BJ대상 팬싸인회

### 내용주
1. ↑  게스트로 출연.

### 참조주
1. ↑  유튜브 링크
2. ↑  http://www.afreecatv.com/event/award2016/award50.html
3. ↑  https://2017award.afreecatv.com/?page=winner_1
4. ↑  https://www.youtube.com/watch?v=XyPhbYWIcck&feature=youtu.be
5. ↑  https://www.youtube.com/watch?v=w-Dz3mSW5nM&feature=youtu.be&t=323
6. ↑  https://www.youtube.com/watch?v=WVxrvfPrGro&feature=youtu.be
7. ↑  https://www.youtube.com/watch?v=caXByCG-pTk&feature=youtu.be&t=284
8. ↑  https://www.youtube.com/watch?v=tDs5TbWRQug&feature=youtu.be
9. ↑  http://vod.kbs.co.kr/index.html?source=episode&sname=vod&stype=vod&program_code=T2017-0964&program_id=PS-2019024449-01-000&section_code=05&broadcast_complete_yn=N&local_station_code=00
10. ↑  http://vod.kbs.co.kr/index.html?source=episode&sname=vod&stype=vod&program_code=T2019-0386&program_id=PS-2020038975-01-000&section_code=100&broadcast_complete_yn=N&local_station_code=50
11. ↑  https://www.youtube.com/watch?v=ST1xCq8zg8I&feature=youtu.be
12. ↑  https://www.youtube.com/watch?v=w-Dz3mSW5nM&feature=youtu.be
13. ↑  https://www.youtube.com/watch?v=ywfCjaySr90&feature=youtu.be